# 3727 Maxhell
A 3727 Maxhell kisbolygó a kisbolygóövben kering. 1981. augusztus 7-én fedezte föl A. Mrkos Kletben. A kisbolygó a nevét Hell Miksa (latinul Maximilian Hell) világhírű magyar jezsuita csillagászról kapta, aki Mária Terézia udvari csillagásza volt Bécsben. Legismertebb észlelése a Vénusz átvonulásának megfigyelése a Vardö szigetére vezetett expedíció során, melyen Sajnovics Jánossal együtt vett részt. (A Hell holdkráter is róla van elnevezve.)

## Külső hivatkozások
- A 3727 Maxhell kisbolygó a JPL Small-Body adatbázisában